# Валап

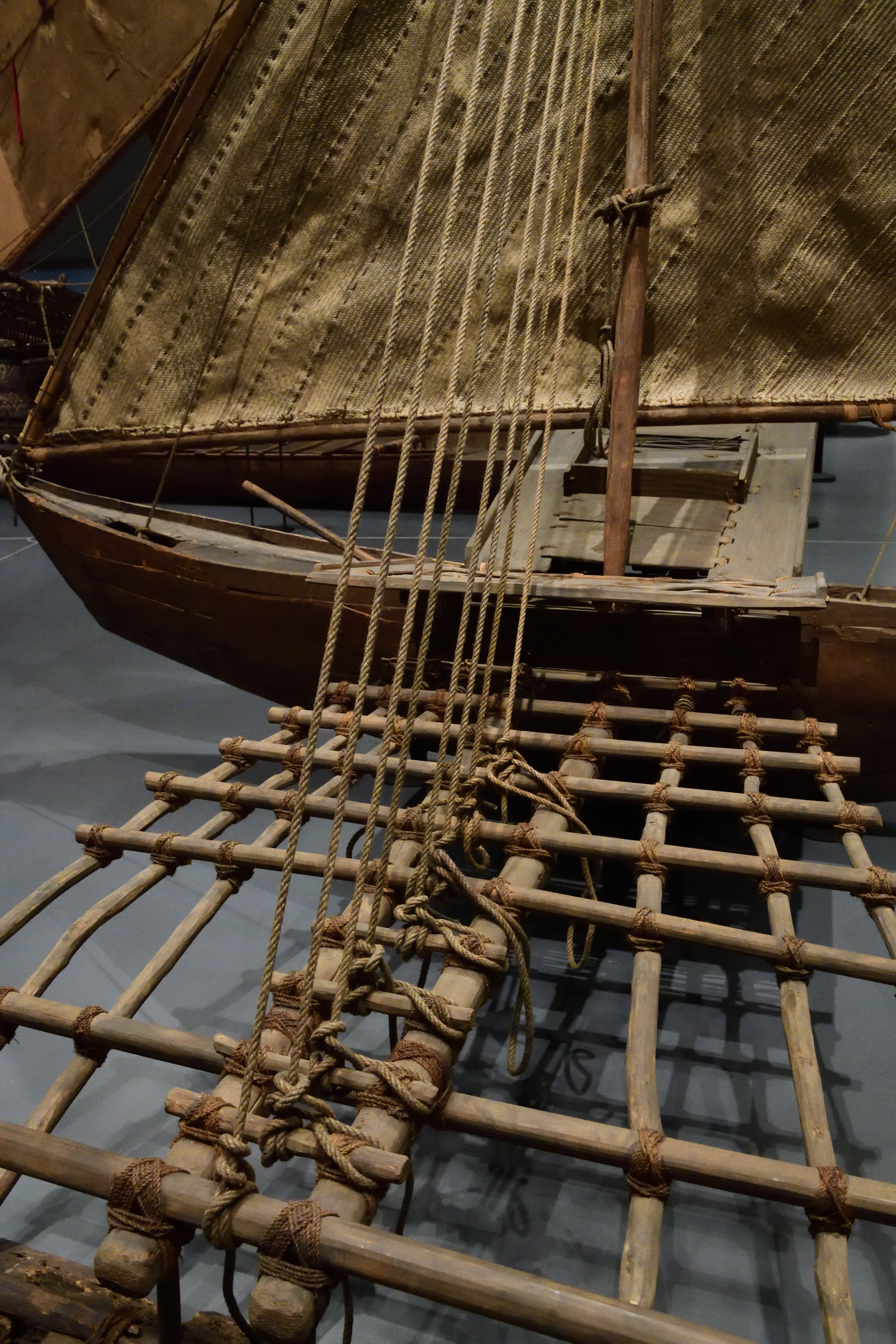
Валап з атолу Джалуїт, 1880 рік

Валап — традиційне океанське вітрильне каное з аутригером з Маршаллових островів, озброєне трикутним австронезійським вітрилом типу крабова клішня.

## Опис
Човен належить до мікронезійського типу проа, його головними ознаками є асиметрична форма човна, який складався з одиного головного корпуса, одного аутригера, а також платформи, роміщеної з протилежної від аутригера, підвітряної сторони човна.
Як і на всіх тихоокеанських проа, аутригери на валапах встановлювались тільки з навітряної сторони. Валап не ходив галсами і для зміни напрямку руху проти вітру судно починало пливти «кормою» вперед, тому умовні «корма» і «ніс» човна були ідентичні за формою і змінювались між собою залежно від курсу човна.
Корпус валапів, на відміну від багатьох інших видів проа, не був звичайною довбанкою з єдиного стовбура. Лише кіль валапа іноді виготовлявся з стовбура хлібного дерева. Решта корпуса човна формувалась з дошок, зшитих між собою і з каркасом човна мотузками, сплетиними з койра (косового волокна). Отвори в дошках, через які пропускались мотузки, конопатились деревною смолою.
На Маршаллових островах існує три основних типи каное:
- Валап — велике вітрильне каное для плавання у відкритому океані, сягає до 30 м у довжину і здатне перевозити до 50 людей і запаси їжі для них на сім місяців[1]. Використовується в основному для подорожей між атолами.
- Тіпнол — вітрильне каное середнього розміру. Використовується для подорожей і риболовлі в лагунах і плавання на короткі відстані у відкритому морі. Мінімальний склад екіпажу — двоє осіб, може перевозити до десяти пасажирів.
- Коркор — невелике весельне-вітрильне каное, яке використовується для риболовлі та перевезень в лагунах атолів. Має екіпаж з однієї або двох осіб. В даний час використовується в дуже популярних регатах.

Окрім цих трьох типів каное, існує п'ять конструкцій основного корпусу (wa) каное з Маршаллових островів, які відрізняються між собою конструкцією, головним чином видовженістю, глибиною осадки та асиметрією профілю корпусу, що впливає на швидкість і вантажопідйомність каное: taburbur, malmel, mwijwitok, tojeik і jekad.
Валапи, цілком можливо, є найдосконалішою відомою вітрильною технологією з усіх культур кам'яної доби, якій можуть дорівнюватись лише човни друа з Фіджі.

## Посилання

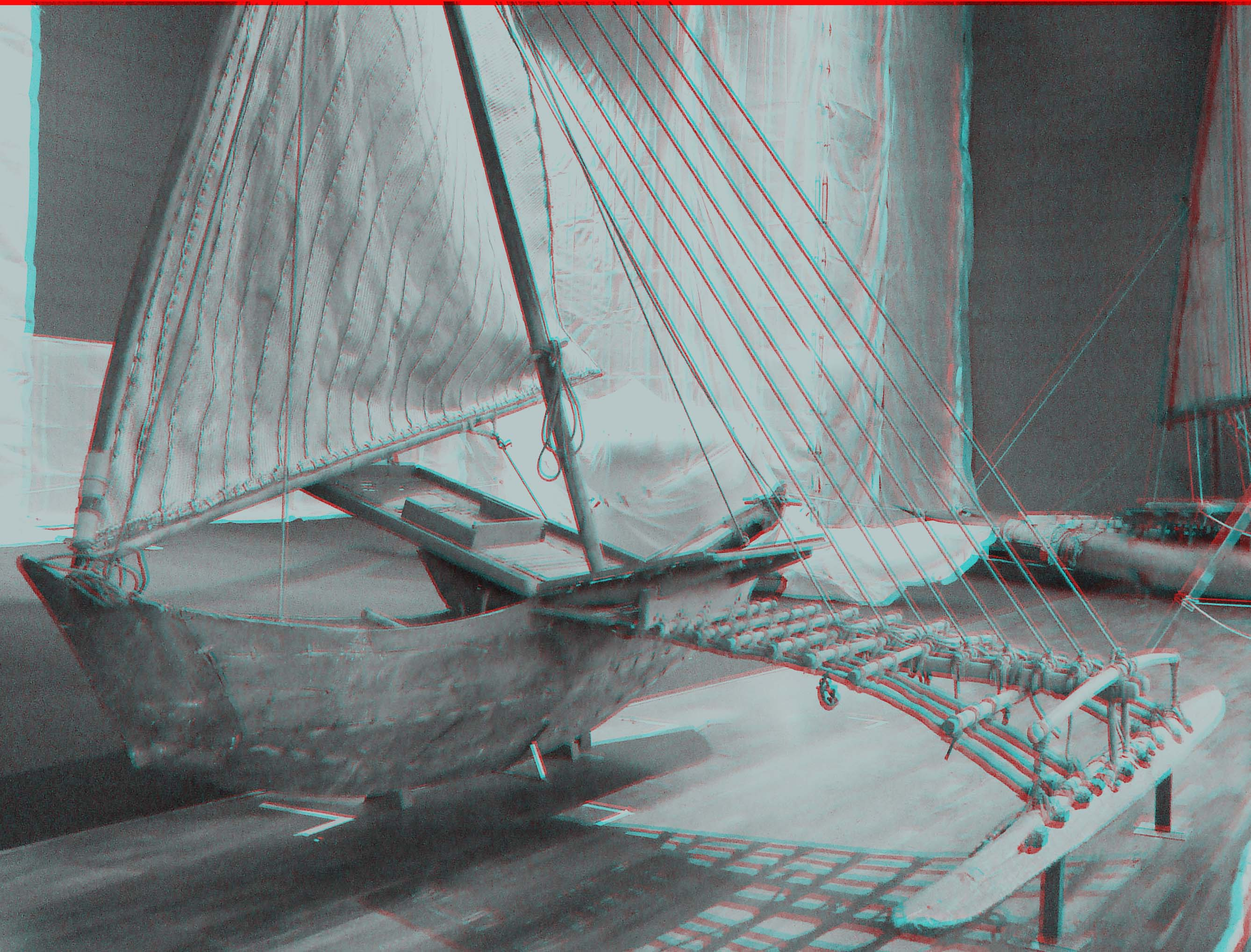
використовуйте червоні/сині окуляри для перегляду цього зображення в 3D